# Hemerobius flavus
Hemerobius flavus is een insect uit de familie van de bruine gaasvliegen (Hemerobiidae), die tot de orde netvleugeligen (Neuroptera) behoort. 
Hemerobius flavus is voor het eerst wetenschappelijk beschreven door Gmelin in 1790.